# Веттрінген (Мюнстерланд)
Веттрінген (нім. Wettringen) — сільська громада в Німеччині, знаходиться в землі Північний Рейн-Вестфалія. Підпорядковується адміністративному округу Мюнстер. Входить до складу району Штайнфурт.
Площа — 57,2 км2. Населення становить 8271 ос. (станом на 31 грудня 2020).

## Географії

### Адміністративний поділ
Громада  складається з 12 районів:
- Веттрінген
- Аабауершафт
- Андорф
- Більк
- Брехте
- Дорфбауершафт
- Гаддорф
- Кляйн-Гаддорф
- Максгафен
- Ротенберге
- Ті-Еш
- Фолленброк